# Euterpiodes blepta
Euterpiodes blepta là một loài bướm đêm trong họ Noctuidae.